# Raie baveuse
Espèce
Synonymes
- Raja pullopunctata Smith, 1964

Statut de conservation UICN

 LC  : Préoccupation mineure
La Raie baveuse (Dipturus pullopunctatus) est une espèce de raies de la famille des Rajidae.